# Aminollah Hossein
Aminollah (André) Hossein (* 2. Februar 1905 in Samarkand; † 9. August 1983 in Paris) war ein französischer Komponist neoromantischer Musik und ein Solist auf der Laute Târ.
Seine Mutter war Perserin, sein Vater war ein aserbaidschanischer Kaufmann, der von Einwanderern aus dem Kaukasus nach Persien abstammte. Aminollah Hossein lebte einige Jahre in Persien, dann verließ er das Land für sein Studium.

## Ausbildung
Aminollah Hossein studierte in Russland und Deutschland, wo er die Württembergische Hochschule für Musik in Stuttgart und von 1934 bis 1937 die Hochschule für Musik in Berlin besuchte. Er war Schüler von Komponisten und Pianisten wie Noël Gallon, Artur Schnabel und Alfred Cortot. Darüber hinaus nahm er Privatstunden bei Paul Antoine Vidal am Konservatorium in Paris. In Paris blieb er für den Rest seines Lebens.

## Werke
1935 schrieb er sein erstes Ballett Dem Licht entgegen. Er schrieb zahlreiche Stücke für Klavier, die nach persischen Themen benannt sind, darunter einige Etüden. Aminollahs Liebe für sein Herkunftsland wird in vielen seiner Werke augenscheinlich, besonders in der Persepolis-Sinfonie (auch bekannt als Der Staub des vergessenen Reiches), die er 1947 vollendete. 1951 schrieb er auch eine Sinfonie über Gedichte von Omar Chayyām.
Zu seinen Orchesterwerken zählen drei Klavierkonzerte (Nr. 1, "Capriccio" (1946), Nr. 2, (1946), und Nr. 3, "quasi una fantasia"), zwei weitere Sinfonien, die Sinfonie der Sande (1946) und die Arya-Sinfonie (1976), sowie die Ballettwerke Persische Miniaturen (1975), Sheherezade (1975), Tanz der Esmaralda (1980) und Ferien auf dem Eis (1982). Daneben komponierte er Filmmusik, meist für Filme, in denen sein Sohn Robert Hossein, der in Paris geborene Regisseur und Schauspieler, die Regie führte.

## Filmmusik (Auswahl)
- 1956: Die Wölfe (Pardonnez nos offenses)
- 1958: Nachts fällt der Schleier (Toi... le venin)
- 1960: Verflucht sei der Tag (Une gueule comme la mienne)
- 1960: Vis-à-vis
- 1961: Die Lügner (Les menteurs)
- 1961: Haut für Haut (Le goût de la violence)
- 1961: Die Drohung (La menace)
- 1961: Mitternachtsparty (Le jeu de la vérité)
- 1963: Sheherazade – Der goldene Löwe von Bagdad (Shéhérazade)
- 1964: Geheimagentin in Gibraltar (Gibraltar)
- 1964: Verflucht und vergessen (Le mort d'un tueur)
- 1964: Das grausame Auge (Les yeux cernés)
- 1964: An einem heißen Sommermorgen (Par un beau matin d'été)
- 1965: Der Mann, der Peter Kürten hieß (Le vampire de Dusseldorf)
- 1965: Und die Wälder werden schweigen (Le chant du monde)
- 1965: Der Zug zur Hölle (Train d'enfer)
- 1967: Ich tötete Rasputin (J’ai tué Raspoutine)
- 1967: Wer singt, muß sterben (L’Homme qui trahit la mafia)
- 1969: Friedhof ohne Kreuze (Une corde, un colt…)
- 1970: Zwei im Visier (Point de chute)
- 1982: Die Legion der Verdammten (Les Misérables)